# Egeland, North Dakota
Egeland, North Dakota (енгл. Egeland) град је у америчкој савезној држави Северна Дакота.

## Демографија
По попису из 2010. године број становника је 28, што је 21 (-42,9%) становника мање него 2000. године.
| Група             | 2000.      | 2010.      |
| Белци             | 44 (89,8%) | 25 (89,3%) |
| Афроамериканци    | 0 (0,0%)   | 0 (0,0%)   |
| Азијати           | 0 (0,0%)   | 0 (0,0%)   |
| Хиспаноамериканци | 0 (0,0%)   | 0 (0,0%)   |
| Укупно            | 49         | 28         |